# Palotská jedlina
Palotská jedlina je národní přírodní rezervace v Ondavské vrchovině v oblasti Východní Karpaty.
Nachází se v katastrálním území obce Palota v okrese Medzilaborce v Prešovském kraji. Území bylo vyhlášeno v roce 1982 na rozloze 157,15 ha. Ochranné pásmo nebylo stanoveno.
Předmětem ochrany jsou přirozené pralesní jedlové bučiny s výskytem původní jedle na vědeckovýzkumní, nauční a kulturně-výchovní cíle.